# Marigot, Sfântul Martin
Marigot este cea mai mare localitate din partea franceză a Insulei Sfântul Martin.